# Mirtha Vásquez

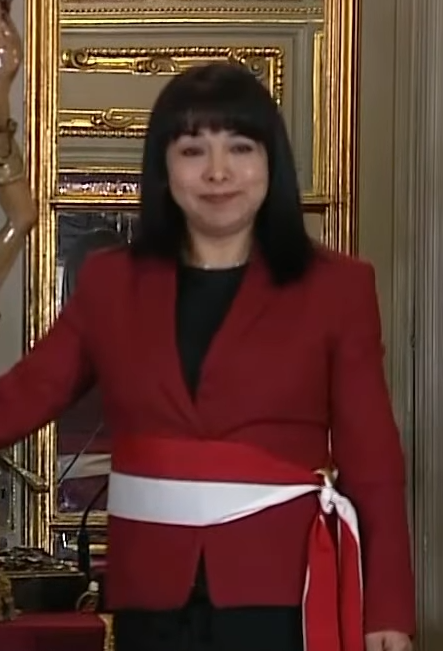
Mirtha Vásquez, 6. Oktober 2021

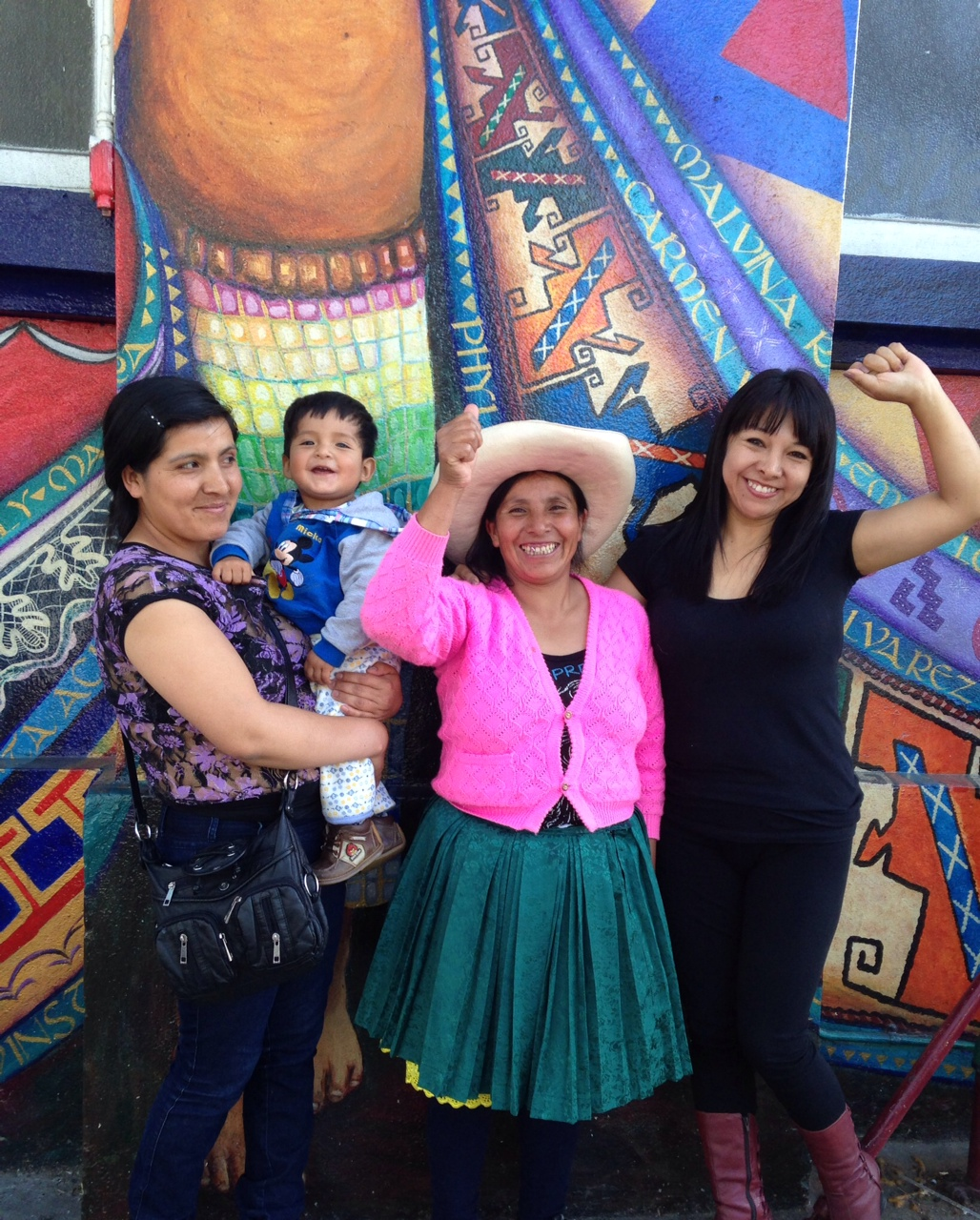
Mirtha Vásquez (rechts) mit Máxima Acuña Atalaya (Mitte), deren Tochter Ysidora Chaupe Acuña (links) und Enkelsohn Máximo, 2016

Mirtha Esther Vásquez Chuquilín (geboren am 31. März 1975 im Distrikt Cajamarca) ist eine peruanische Rechtsanwältin und Politikerin des politisch linken Wahlbündnisses Frente Amplio. Vom März 2020 bis zum Juli 2021 war sie Abgeordnete im peruanischen Kongress und von November 2020 bis zum Juli 2021 dessen kommissarische Präsidentin. Von Oktober 2021 bis Ende Januar 2022 war sie die Premierministerin des Landes unter Präsident Pedro Castillo.

## Leben
Mirtha Vásquez wurde am 31. März 1975 im Distrikt Cajamarca geboren. Dort durchlief sie ihre Schullaufbahn. An der Universidad Nacional de Cajamarca studierte sie Rechts- und Politikwissenschaften. Nach Abschluss ihres Studiums arbeitete sie von 2003 bis zum Beginn ihrer politischen Karriere im Jahr 2019 als Rechtsanwältin für die peruanische Umweltschutzorganisation GRUFIDES (Grupo de Formación e Intervención para el Desarrollo Sostenible). Zwischenzeitlich arbeitete sie auch als Rechtsanwältin für die peruanische Menschenrechtsorganisation APRODEH (Asociación Pro Derechos Humanos). Von 2009 bis 2019 lehrte sie als Dozentin der Rechtswissenschaften an der Universidad Nacional de Cajamarca. 2013 schloss sie ein Masterstudium in Sozialmanagement an der Pontificia Universidad Católica del Perú in Lima ab.
Vásquez wurde national und auch international bekannt als Rechtsanwältin der Bäuerin Máxima Acuña in der Region Cajamarca, die sich gegen die Enteignung ihres Landes und dessen Übertragung an den Bergbaukonzern Compañía de Minas Buenaventura wehrte. Acuña wurde zeitweise inhaftiert, und das Verfahren ging durch mehrere Instanzen, bis schließlich die zweite Kammer des Appellationsgerichts Cajamarca 2018 im Sinne Acuñas entschied und so auch ihrer Anwältin Mirtha Vásquez zu einem publikumswirksamen Erfolg vor Gericht verhalf.

## Politische Laufbahn

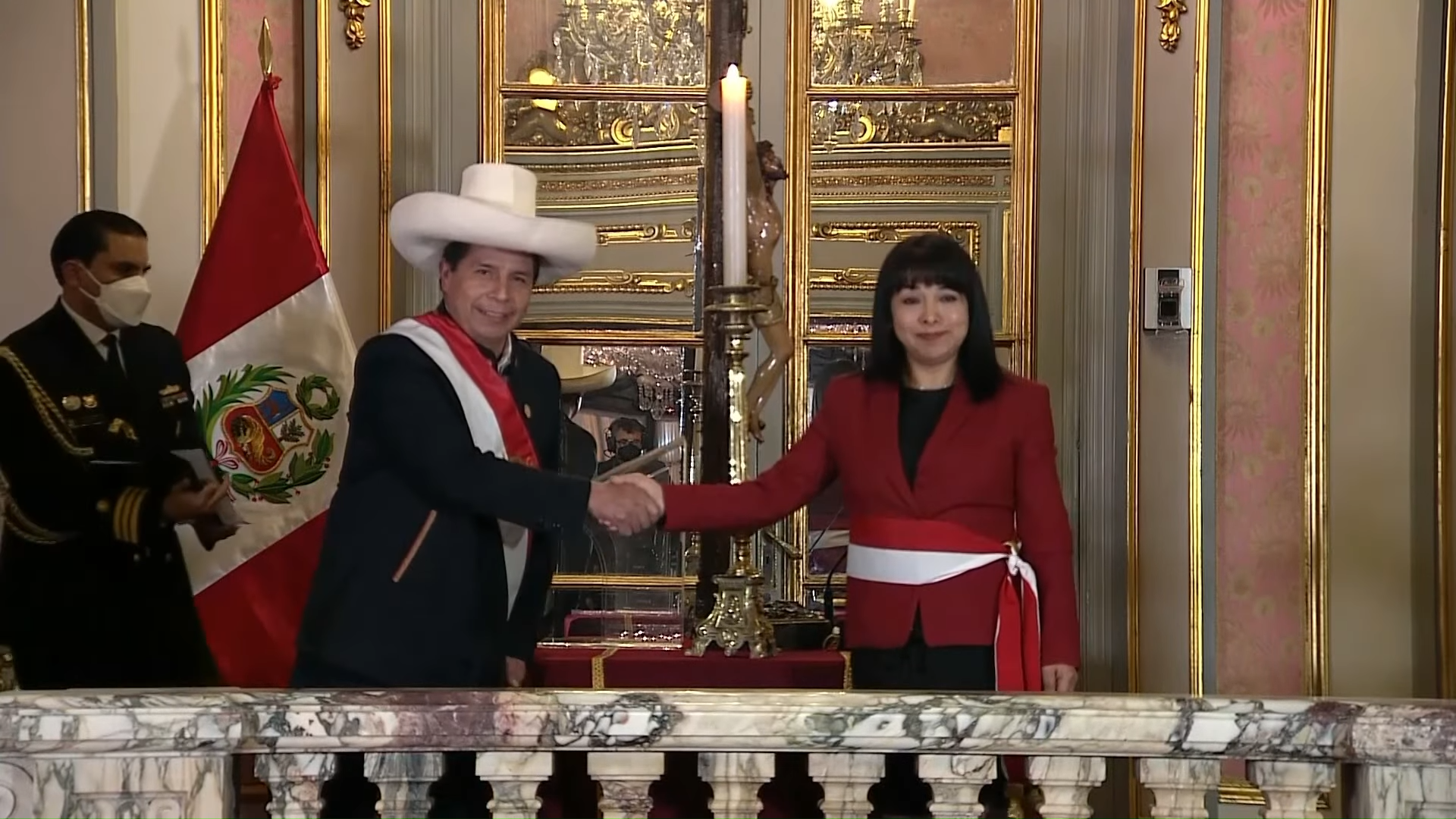
Mirtha Vásquez (rechts) und Präsident Pedro Castillo (links) nach ihrer Vereidigung zur Premierministerin am 6. Oktober 2021

Bei der außerordentlichen Parlamentswahl in Peru 2020 wurde Vásquez als Mitglied des Frente Amplio in den peruanischen Kongress gewählt. Vom 16. März 2020 bis zum 27. Juli 2021 vertrat sie als Abgeordnete die Region Cajamarca im Kongress. Nachdem Manuel Merino am 15. November 2020 als Präsident zurückgetreten war, wurde das Präsidium des Kongresses neu besetzt. Am folgenden Tag wurde Francisco Sagasti zum Präsidenten des Kongresses und Vásquez zur Ersten Vizepräsidentin des Kongresses ernannt mit Luis Roel Alva und Matilde Fernández Flores als weiteren Vizepräsidenten. Ab dem 17. November 2020, an dem Sagasti zum Präsidenten Perus vereidigt wurde, war Vásquez kommissarische Präsidentin des Kongresses. Diese Funktion hatte sie bis zum 27. Juli 2021, dem Ende der Legislaturperiode, inne.
Nachdem am 6. Oktober 2021 der peruanische Premierminister Guido Bellido zurückgetreten war, wurde sie noch am selben Tag als seine Nachfolgerin in der Regierung des Präsidenten Pedro Castillo vereidigt. Am 4. November 2021 sprach ihr der peruanische Kongress mit 68 Stimmen bei 58 Gegenstimmen in der verfassungsmäßig vorgesehenen Vertrauensabstimmung das Vertrauen aus, nachdem sich diese Abstimmung wegen des Todes des Abgeordneten Fernando Herrera von Perú Libre um mehrere Tage verzögert hatte. 117 der insgesamt 130 Abgeordneten waren anwesend. Von den 37 Abgeordneten von Perú Libre stimmten nur 19 für Vásquez, während 16, darunter Guido Bellido, Guillermo Bermejo und Waldemar Cerrón, gegen sie stimmten. Die Stimmen aus den Oppositionsfraktionen von Acción Popular (AP) und Alianza para el Progreso (APP) retteten sie vorm Scheitern.
Am 19. November 2021 vereinbarte die von Mirtha Vásquez geleitete Regierungskommission mit politischen Vertretern der Provinzen Lucanas, Parinacochas und Páucar del Sara Sara in der Region Ayacucho, deren Einwohner gegen die Vergiftung des Trinkwassers durch den Bergbau der Konzerne Apumayo SAC und Ares SAC protestierten und einen Streik organisierten, dass auf ihre Forderungen nach Erarbeitung eines Plans für eine Schließung eingegangen werde. Der Unternehmerverband CONFIEP und die Nationale Bergbau-, Erdöl- und Energiegesellschaft (Sociedad Nacional de Minería, Petróleo y Energía, SNMPE) bezeichnete dieses Eingehen auf die Forderungen der Bevölkerung und die angekündigte Schließung der Minen als „Verletzung des Rechtsstaates“ und einen „Schlag ins Gesicht der Unternehmen und ihrer Tätigkeiten“, und der Parlamentsausschuss für Energie und Bergbau bestellte Mirtha Vásquez zu einer Sitzung ein.
Ende Januar 2022 reichte sie ihren Rücktritt als Premierministerin ein. Ausschlaggebend soll der wenige Tage zuvor erfolgte Rücktritt des Innenministers Avelino Guillén gewesen sein. Präsident Castillo berief Héctor Valer als ihren Nachfolger, der am 1. Februar 2022 als neuer Premierminister Perus den Eid ablegte. Er übte das Amt aber nur fünf Tage lang aus, ehe er durch Aníbal Torres ersetzt wurde.

## Politisches Programm
Nach ihrem Amtsantritt als Premierministerin erklärte Mirtha Vásquez, dass die (von Pedro Castillo und seiner Partei Perú Libre im Wahlkampf angekündigte, von der Rechten aber massiv bekämpfte) Einberufung einer verfassungsgebenden Versammlung und die Ausarbeitung einer teilweise oder ganz neuen Verfassung (anstelle der unter Alberto Fujimori 1993 beschlossenen) nicht die Priorität der Regierung seien. An erster Stelle stünden vielmehr die Überwindung der COVID-19-Pandemie und die schnellstmögliche Wiederherstellung des normalen Schulbetriebs wie auch vor allem die wirtschaftliche Stabilität.
Noch im März 2021 erklärte Mirtha Vásquez als Kandidatin von Frente Amplio: „Wir müssen die gesamte Bergbaugesetzgebung neu schreiben.“ Diese war in den Jahren 1991 und 1993 unter Alberto Fujimori beschlossen worden.

## Lob und Kritik aus den Parteien
Aus der Regierungspartei Perú Libre und deren Fraktion im Kongress gab es teilweise harsche Kritik an der Kabinettsumbildung und Ernennung von Mirtha Vásquez als Premierministerin. So kritisierte Waldemar Cerrón, Bruder des Generalsekretärs von Perú Libre Vladimir Cerrón, dies scharf mit den Worten, der Weggang Bellidos und des Arbeitsministers Íber Maraví seien „Verrat an allen Mehrheiten, die lange Jahre darauf gewartet haben, an die Macht zu kommen, um beachtet zu werden“. Die Fraktion unterstütze die neue Regierung nicht, werde aber auch keine Obstruktionspolitik betreiben. Der zurückgetretene Bellido betonte, er und seine Genossen hätten erwartet, dass wieder jemand aus den Reihen von Perú Libre das Amt übernähme. Auf Kritik aus der Partei stieß die Ankündigung von Vásquez, die neue Verfassung nicht mehr als Priorität der Regierung anzusehen. Bellido sagte dazu: „Die Verfassung von 1993 ist eine Mafia-Verfassung, sie dient der Plünderung der natürlichen Ressourcen.“ Er warf Pedro Castillo vor, den Parteien der Rechten zu dienen und äußerte die Erwartung, dass Mirtha Vásquez und ihr Kabinett die Regierungszeit von knapp fünf Jahren nicht überstehen würden. Die Perú-Libre-Abgeordnete Katy Ugarte Mamani erklärte dagegen, es habe keinen Fraktionsbeschluss entsprechend den Aussagen von Waldemar Cerrón und Edgar Tello gegeben, und sie werde dem Kabinett Vásquez ihr Vertrauen aussprechen.
Der Abgeordnete Jorge Montoya von der rechts orientierten Partei Renovación Popular bezeichnete den Regierungswechsel als „gutes Zeichen der Regierung“, denn Bellido sei ein Hindernis gewesen, und äußerte die Hoffnung, ihre Erfahrung als Präsidentin des Kongresses werde Vásquez dabei helfen, das Kabinett gut zu leiten. Dennoch wurden Mirtha Vásquez wie vorher schon den nunmehr abgetretenen Politikern von Perú Libre von Seiten der rechten Opposition „Verbindungen zum Terrorismus“ vorgeworfen. Jorge Montoya sprach von dem Verdacht, dass Vásquez der MRTA-Kämpferin Lori Berenson Unterkunft gewährt habe – ein Vorwurf, den bereits der fujimoristische Abgeordnete Ernesto Bustamante (Fuerza Popular) 2020 vorgebracht hatte, ohne Beweise dafür zu liefern. Ähnliche Vorwürfe brachte José Cueto von Avanza País gegen die neue Kulturministerin Gisela Ortiz vor, jedoch ebenso ohne Beweise.

## Familie
Vásquez ist verheiratet und hat zwei Kinder, die in den 2010er Jahren geboren wurden.